# Joseph Nye
Pour les articles homonymes, voir Nye.
Joseph Samuel Nye, Jr. dit Joe Nye[réf. nécessaire], né le 19 janvier 1937 à South Orange (New Jersey) et mort le 6 mai 2025 à Cambridge (Massachusetts), est un géopolitologue américain, analyste et théoricien des relations internationales. 
Il est professeur émérite à l'université Harvard et président du groupe nord-américain au sein de la Commission trilatérale à partir de 2009.

## Biographie

### Études
Joseph Nye est diplômé Bachelor Summa Cum Laude (avec le plus grand honneur) de l'université de Princeton. Après avoir fait des études en philosophie, politique et économie à l'université d'Oxford grâce à une bourse Rhodes, il obtient son doctorat à l'université Harvard.

### Carrière universitaire

#### Professeur
Joseph Nye est actuellement professeur à la Kennedy School of Government de l'université Harvard, où il avait précédemment occupé le poste de doyen.

#### Fondation
Joseph Nye est le fondateur, avec Robert Keohane, de l'institutionnalisme néolibéral en relations internationales. Les deux auteurs développèrent leur approche théorique en 1977 dans Power and Interdependence.

#### Reconnaissance
En 2005, Nye a été élu comme l'un des dix professeurs les plus influents des relations internationales.

### Carrière politique
Joseph Nye sert comme adjoint au sous-secrétaire d'État dans l'administration Carter et il occupa le poste de secrétaire adjoint à la Défense sous l'administration Clinton (1994-1995), il était considéré par beaucoup de personnes comme le probable conseiller à la sécurité nationale en cas d'élection de John Kerry lors à la présidentielle de 2004. Il est reconnu comme l'un des plus éminents penseurs libéraux de la politique étrangère et est considéré par plusieurs comme l'homologue libéral du politologue conservateur Samuel P. Huntington.

### Mort
Joseph Nye meurt le 6 mai 2025, à l’âge de 88 ans,.

## Théories

### The Paradox of American Power
Dans son livre The Paradox of American Power paru en 2002, Joseph Nye considère qu'une nation n'a jamais eu autant de pouvoir culturel, économique et militaire que celui dont jouissent actuellement les États-Unis d'Amérique. Pourtant, dans le même temps, une nation n'a jamais été aussi interdépendante avec le reste du monde. Nye décrit le "hard" and "soft" power (traduisible en français par la « manière douce » ou le « pouvoir de convaincre ») et affirme que le maintien et la maximisation du soft power sont fondamentaux pour que les États-Unis restent le leader mondial. Nye affirme que la Chine, le Japon, l'Inde, la Russie et l'Union européenne ont les conditions préalables nécessaires pour devenir des superpuissances.
Joseph Nye écrit également sur l'intervention humanitaire dans les conflits à travers le monde, sur le multilatéralisme et l'unilatéralisme ainsi que sur la participation de l'opinion publique américaine dans la politique étrangère américaine. Nye tente de prouver que les États-Unis ont besoin, non seulement d'un "hard" power, mais aussi d'un "soft" power afin de maintenir une position dans les affaires mondiales.

### Hégémonie américaine
Pour Joseph Nye, la position hégémonique des États-Unis diminuerait sous l'effet d'une combinaison de facteurs (concurrence commerciale, spatiale, enlisements militaires au Viêt Nam et en Irak...). Bien que l'avance américaine amoindrisse la perception de ce déclin, Joseph Nye propose de restituer la puissance américaine dans un contexte d'interdépendance de plus en plus incontournable. Énonçant l'impossibilité d'un retrait unilatéral des États-Unis des relations internationales, Joseph Nye prône le leadership face à l'hégémonie. Ceci l'amène à développer le concept du soft power.

### Hard power/Soft power
Concepts développés par Joseph Nye désignant pour l'un le pouvoir de contraindre par des voies traditionnelles de rapport de force politique et militaire (hard power) ; pour l'autre le pouvoir d'influencer en passant par des voies culturelles ou économiques (soft power).
Le hard power utilise certes la force militaire, mais aussi les ressources économiques et sociales. Le rapport est ici affirmé, quand le soft power comprend une notion d’inconscience (de la part du pays sur lequel il est utilisé).
Il dénonce Donald Trump, l'accusant de vouloir saboter le soft power américain.

### Isolationnisme et interventionnisme américain
Joseph Nye s'oppose donc à l'isolationnisme américain, il montre ainsi que les États-Unis ont largement les moyens de tenir des engagements et d’influer sur le monde entier. Cependant, ils ne l'ont pas forcément voulu, notamment avec Clinton, qui voulait se concentrer sur les problèmes intérieurs ; Bush a changé cela. Toutefois Nye évoquait plus des problèmes liés aux interdépendances transnationales plutôt que des nouveaux défis. C’est ainsi que dans The Paradox of American Power, Nye fait le procès de la politique de Bush : son unilatéralisme et sa politique agricole marquent une absence de prise en compte des mutations de la puissance, et délaisse le soft power.

## Publications
- Pan Africanism and East African Integration (Harvard University Press, 1965)
- Peace in Parts: Integration and Conflict in Regional Organization (Little Brown and Company, 1971)
- Power and Interdependence: World Politics in Transition, co-auteur avec Robert O. Keohane (Little Brown and Company, 1977; Longman, 2000)
- Living with Nuclear Weapons. Un rapport du Harvard Nuclear Study Group (Harvard University Press, 1983)
- Hawks, Doves and Owls: An Agenda for Avoiding Nuclear War, co-auteur avec Graham T. Allison et Albert Carnesale (en) (Norton, 1985)
- Nuclear Ethics (The Free Press, 1986)
- Bound to Lead: The Changing Nature of American Power, (Basic Books, 1990)  (ISBN 9780465007448)
- Understanding International Conflicts: An Introduction to Theory and History, 7e éd. (Longman, 2008)
- The Paradox of American Power: Why the World’s Only Superpower Can’t Go it Alone (Oxford University Press, 2002)
- Power in the Global Information Age: From Realism to Globalization (Routledge, 2004)
- Soft Power: The Means to Success in World Politics (PublicAffairs, 2004)
- The Power Game: A Washington Novel (Public Affairs, 2004)
- The Powers to Lead (Oxford University Press, 2008)
- The Future of Power (PublicAffairs, 2011)
- Presidential Leadership and the Creation of the American Era (Princeton University Press, 2013)
- Is the American Century Over ? (Polity Press, 2015)
- Do Morals Matter ? Presidents and Foreign Policy from FDR to Trump (OUP USA, 2021)
- A Life in The American Century (Polity, 2024)